# EXILE JAPAN/Solo
『EXILE JAPAN/Solo』（エグザイル ジャパン/ソロ）は、EXILEの9枚目のオリジナル・アルバム、EXILE ATSUSHIの1枚目のオリジナル・アルバム。2012年1月1日にrhythm zoneから発売。

## 概要
初回限定豪華盤(2CD+4DVD)、初回限定GOLDスリーブ仕様(2CD+2DVD、2CD)、通常盤(2CD+2DVD、2CD)の合計5形態での発売。初回限定豪華盤には、EXILE第二章以降に制作された、ミュージック・ビデオ全34作品を収録した2枚組DVD『EXILE MUSIC VIDEO BEST』が付属する。
オリコン週間アルバムランキングでは初の3週連続の首位獲得となった。また、男性アーティスト史上初の10年連続のアルバム首位獲得となった。

### EXILE JAPAN/EXILE
前作『願いの塔』から10カ月ぶりのオリジナル・アルバム。
前年にシングル曲として発売された「Rising Sun」「あなたへ」、日本レコード大賞受賞曲である「Ti Amo」「Someday」「I Wish For You」の新アレンジの他、タイアップ曲を含む15曲を収録。

### Solo/EXILE ATSUSHI
EXILE ATSUSHI初のソロ・アルバム。
ソロシングル『いつかきっと…』『Ooo Baby』、ソロライブで先行披露された楽曲、他アーティストとのコラボ曲、EXILEの作品に収録されたソロ曲を含む全15曲（1曲は隠しトラック）。
中華圏で販売された本作にはボーナス・ディスクが同梱されている。
EXILE ATSUSHIソロ・アルバム3作をアナログ盤でリリースする企画の第一弾として、2017年4月22日に2枚組LPレコードで発売された。

## 収録曲

### EXILE JAPAN / EXILE

#### CD
1. This Is My Life (4:43) / Vocal：ATSUSHI, TAKAHIRO
作詞：michico / 作曲：T.Kura, michico / 編曲：T.Kura
  - FUJITSU「ARROWS」ブランドイメージソング[12]
  - 日本人としての“大和魂”や“誇り”をイメージした楽曲で、ATSUSHIは「“EXILE TRIBE”をイメージした1曲」、TAKAHIROは「『EXILE JAPAN』の代表曲」とコメントしている[13]。
2. NEVER LOSE (3:46) / Vocal：ATSUSHI, TAKAHIRO
作詞：Kenn Kato / 作曲：BACHLOGIC, ERIK LIDBOM, FAST LANE / 編曲：BACHLOGIC
  - GREE「聖戦ケルベロス」CMソング[12]
3. あなたへ (4:51) / Vocal：ATSUSHI, TAKAHIRO
作詞：ATSUSHI / 作曲：マシコタツロウ / 編曲：Yoshiaki Fujisawa
  - 38thシングル
  - FUJITSU「ARROWS Kiss」イメージソング
4. 命の花 (4:34) / Vocal：ATSUSHI, TAKAHIRO
作詞：TAKAHIRO / 作曲：マシコタツロウ / 編曲：中野雄太
5. Everlasting Song (5:55) / Vocal：NESMITH, SHOKICHI
作詞・作曲：SHOKICHI / 編曲：Daisuke Kahara
6. Beautiful Life (4:57) / Vocal：ATSUSHI, SHOKICHI
作詞：ATSUSHI, SHOKICHI / 作曲：T-SK, Fabrice Haddad, SIRIUS / 編曲：T-SK
  - テレビ朝日系ドラマ『俺の空 刑事編』主題歌[14]
7. DANCE EARTH〜BEAT TRIP〜 (4:25)
作曲・編曲：中野雄太
  - 吉田兄弟が三味線で参加[15][16]
8. LA・LA・LA LOVE SONG (4:44) / Vocal：ATSUSHI, NESMITH
作詞・作曲：久保田利伸 / 編曲：中野雄太
  - カバー・アルバム『EXILE COVER』収録曲
  - 久保田利伸 with ナオミ・キャンベルのカバー
9. Make It Last Forever (4:35) / Vocal：NESMITH, SHOKICHI
作詞・作曲：lil' showy / 編曲：STY
  - 33rdシングル『FANTASY』収録曲
10. PLACE (4:54) / Vocal：TAKAHIRO
作詞：小竹正人 / 作曲・編曲：Seiji Omote
  - 明治「Dorea」CMソング
  - オリジナルでは初となるTAKAHIROのソロ曲
  - 本作より1年前よりプリプロを行なっていた楽曲[13]
11. today… (5:23) / Vocal：ATSUSHI, TAKAHIRO
作詞：ATSUSHI / 作曲・編曲：宅見将典
  - 曲中のセリフは水野絵梨奈が担当[13][16]
12. Ti Amo -Unplugged Version- (5:45) / Vocal：ATSUSHI, TAKAHIRO
作詞：松尾潔 / 作曲：Jin Nakamura / 編曲：石成正人
  - 28thシングル『The Birthday 〜Ti Amo〜』表題曲のアンプラグドバージョン
  - 石成正人がアコースティック・ギター、天倉正敬がドラムスで参加[16]
13. I Wish For You -Tower Of Wish Version- (6:26) / Vocal：ATSUSHI, TAKAHIRO, NESMITH, SHOKICHI
作詞：michico / 作曲：T.Kura, michico / 編曲：T.Kura
  - 35thシングルの新録バージョン
  - 2011年の『EXILE LIVE TOUR 2011 TOWER OF WISH 〜願いの塔〜』で披露されたアレンジ[16]
14. Rising Sun (4:55) / Vocal：ATSUSHI, TAKAHIRO
作詞：ATSUSHI / 作曲：Didrik Thott, Sebastian Thott, Johan Becker, Sharon Vaughn / 編曲：ATSUSHI, Sebastian Thott
  - 37thシングル
  - 「EXILE Rising Sun Project」テーマソング
  - NTTコミュニケーションズ「050 plus」CMソング
15. Someday -House Mix 2012- (5:19) / Vocal：ATSUSHI, TAKAHIRO
作詞：ATSUSHI / 作曲：miwa furuse / 編曲：DJ GAYA,Ayumu Ogawa
  - 30thシングル『THE MONSTER 〜Someday〜』表題曲のリミックスバージョン

#### DVD
[Video Clip]
1. Rising Sun
2. This Is My Life
3. あなたへ

[Making]
1. Rising Sun
2. This Is My Life
3. あなたへ

### Solo / EXILE ATSUSHI

#### CD
1. Freak Out feat. DOBERMAN INC (5:11)
作詞：ATSUSHI, P-CHO, GS, KUBO-C, TOMOGEN / 作曲：T.Kura, ATSUSHI, michico / 編曲：T.Kura
  - GREE「聖戦ケルベロス」CMソング

1990年代のR&Bをイメージして制作された楽曲で、ATSUSHIによるラップがフィーチャーされている[13]。
2. Another World (4:43)
作詞：森大輔, ATSUSHI / 作曲・編曲：森大輔
  - NATURAL BEAUTY BASIC CMソング
3. 願い -Album ver.- (4:09)
作詞：ATSUSHI / 作曲：Arno Lucas, Jerome Dufour, Fabrice Haddad, Kenji Sano / 編曲：林田裕一
  - EXILEの33rdシングル『FANTASY』収録曲のアルバムバージョン
4. 言葉にできない (4:15)
作詞・作曲：小田和正
  - EXILEのカバーアルバム『EXILE COVER』収録曲
  - オフコースのカバー
5. Change My Mind feat. VERBAL (4:54)
作詞：ATSUSHI, VERBAL / 作曲：和田耕平 / 編曲：林田裕一
  - EXILEの22ndシングル『Lovers Again』カップリングのセルフカバー。
  - m-floのベストアルバム『m-flo inside -WORKS BEST V-』にも収録
6. Ooo Baby (2:59)
作詞：ATSUSHI, Arno Lucas, Jerome Dufour / 作曲：Arno Lucas, Jerome Dufour / 編曲：Jerome Dufour
  - 2ndシングル
  - 日本テレビ系『スッキリ!!』2011年12月度エンディングテーマ
7. いつかきっと… (4:09)
作詞：ATSUSHI / 作曲：Matthew Tishler・Andrew Ang / 編曲：ATSUSHI・Matthew Tishler
  - 1stシングル
  - テレビ朝日系『陽はまた昇る』主題歌
8. BLACK RAIN (4:14)
作詞：ATSUSHI / 作曲・編曲：Daniel Gidlund
  - 前曲の裏の感情を表現した楽曲[13]
9. So Special -Version EX- (4:37) / EXILE ATSUSHI + AI
作詞：ATSUSHI, AI / 作曲：UTA, ATSUSHI, AI
  - EXILEのベストアルバム『EXILE ENTERTAINMENT BEST』収録曲
10. forever love (5:02)
作詞：ATSUSHI / 作曲：Arno Lucas, Jerome Dufour / 編曲：Arno Lucas, 佐野健二
  - EXILEの7thアルバム「愛すべき未来へ」収録曲
11. You're my "HERO" (5:15)
作詞：ATSUSHI / 作曲：林田裕一, 竹本健一
  - クラシエ「いち髪」TVCMソング
12. 空の彼方へ (4:16)
作詞：ATSUSHI / 作曲：Arno Lucas, Jerome Dufour / 編曲：ATSUSHI, Arno Lucas, Jerome Dufour, 佐野健二
  - のちに3rdアルバム『Love Ballade』付属DVDに「空の彼方へ 〜Endroll〜」としてミュージックビデオが収録
13. END OF THE DAY feat. Boyz II Men -A's Urban Version- (4:01)
作詞：ATSUSHI, Teddy Riley / 作曲：Teddy Riley / 編曲：UTA for Tiny Voice Production
  - Boyz II Menのアルバム『TWENTY』収録曲の別バージョン
14. Golden Smile feat. 久保田利伸 (6:03)
作詞：久保田利伸 / 作曲：久保田利伸, ATSUSHI / 編曲：Jun Suyama
  - 久保田利伸のアルバム『Gold Skool』収録曲の別バージョン
15. こんなにもながい君の不在 (4:21)
作詞：Kenn Kato / 作曲：原一博
  - EXILEの1stアルバム『our style』収録曲

#### DVD
[Video Clip]
1. いつかきっと…
2. Ooo Baby

[Making]
1. いつかきっと…
2. Ooo Baby

#### 中華圏限定特典CD
1. 小城大事 〜相信永恆〜（3:36）
作詞：林夕 / 作曲：雷頌徳 / 訳詞：ATSUSHI
  - ミリアム・ヨンの曲「小城大事」を日本語でカバー
2. 說了再見 〜Real Valentine〜（5:10）
作詞：古小力, 黄凌嘉 / 作曲：周杰倫 / 訳詞：ATSUSHI
  - 周杰倫の楽曲「説了再見」（ジェット・リー主演映画『海洋天堂』主題歌）を日本語でカバー
  - のちにEXILEの42ndシングル『Flower Song』、次作『Music』に「Real Valentine」というタイトルで収録
3. 相信有一天… feat. David Tao（4:12）
作詞：ATSUSHI, 陶喆, Taku Cho / 作曲：Matthew Tishler, Andrew Ang
  - 「いつかきっと…」のリアレンジバージョン
4. 我願意（4:28）
作詞：姚謙 / 作曲：黄国倫
  - 王菲のカバー
  - 次作『Music』初回限定盤付属DVDにミュージックビデオが収録
5. 心願 〜願望 ver.〜 feat. Na Ying（4:13）
作詞：ATSUSHI, Ma Hua, Jiajia / 作曲：Arno Lucas, Jerome Dufour, 佐野健二
  - 「願い」のリアレンジバージョン

### EXILE MUSIC VIDEO BEST
※初回限定豪華盤のみ

#### DISC-1
1. Everything
2. Lovers Again
3. 道
4. EVOLUTION
5. SUMMER TIME LOVE
6. 時の描片 〜トキノカケラ〜
7. 24karats -type EX- / Sowelu, EXILE, DOBERMAN INC
8. I Believe
9. Touch The Sky feat. Bach Logic
10. Pure
11. Choo Choo TRAIN
12. 銀河鉄道999 - EXILE feat. VERBAL (m-flo)
13. real world
14. SUPER SHINE
15. So Special -Version EX- / EXILE ATSUSHI + AI
16. Eastern Boyz 'N Eastern Girlz［エグザムライ実写版］
17. Ti Amo Chapter 1
18. Ti Amo Chapter 2
19. Your eyes only 〜曖昧なぼくの輪郭〜
20. ただ…逢いたくて
21. 僕へ
22. Love, Dream & Happiness

#### DISC-2
1. The Beginning Of EXILE GENERATION
2. Someday
3. FIREWORKS
4. 優しい光
5. ふたつの唇（完全版）
6. 愛すべき未来へ
7. VICTORY
8. 24karats STAY GOLD
9. 願い
10. もっと強く
11. I Wish For You
12. Each Other's Way 〜旅の途中〜